# Capas
Capas là một đô thị hạng 1 ở tỉnh Tarlac, Philippines. Theo điều tra dân số năm 2000, đô thị này có dân số 95.219 người trong 18.333 hộ.

## Các đơn vị hành chính
Capas được chia thành 20 barangay.
| - Aranguren - Bueno - Cristo Rey - Cubcub (Pob.) - Cutcut 1st - Cutcut 2nd - Dolores - Estrada (Calingcuan) - Lawy - Manga | - Manlapig - Maruglu - O'Donnell - Santa Juliana - Santa Lucia - Santa Rita - Santo Domingo 1st - Santo Domingo 2nd - Santo Rosario - Talaga |